# Justo Sansalvador Cortés
Justo Sansalvador Cortés (29 de septiembre de 1900 - 20 de septiembre de 1980) fue un músico español.

## Biografía
Nació en Cocentaina (Alicante). En su pueblo natal inicia sus primeros estudios escolares junto con los estudios musicales, cosa muy normal en esa región dada la enorme afición a la música.
A los 16 años marcha a Barcelona y se matricula en la escuela municipal de música donde estudia solfeo, clarinete, piano, armonía, contrapunto y fuga.
En paralelo cursa la carrera de Maestro Nacional (1918-1922).
Terminado estos estudios regresa a Cocentaina (1924), y junto con sus hermanos Joaquín y Miguel elabora un estudio sobre el folklore musical de Cocentaina y su Condado, trabajo que está recogido en el Volumen 3, páginas 9-87 de la Obra del Cancionero Popular de Cataluña (Barcelona, Fundación Concepción Rabell y Cibils, Vda. Romaguera, 1929).
En 1925 aprueba las oposiciones para Directores de Músicas Militares celebradas en Madrid. Iniciando su vida profesional en León, pasa por Jaca y Tetuán (Marruecos español). En el año 1933 es destinado al Regimiento de Infantería Pavía n.º 7 de guarnición en Algeciras. En esta ciudad conoce a su esposa Eduarda Piné Natera y de cuyo matrimonio nacen 6 hijos.
Durante su vida profesional fue director de la Banda de Música Militar de dicho Regimiento, participando en todos los actos habituales de carácter militar y también civil (corridas de toros, procesiones, ...). Se retiró en 1960.
Su trato amable, sencillo y respetuoso hizo de él un hombre querido por todas las personas que le conocieron.
En 1977 se le concede el nombre de una nueva calle en su pueblo natal, lugar donde volvía todos los veranos a las fiestas de Moros y Cristianos. 
Vivió en Algeciras hasta el 20 de septiembre de 1980, fecha de su muerte. El Ayuntamiento de Algeciras le concedió el nombre de una calle en octubre de ese mismo año.
El 1 de mayo de 1990 actuó por primera vez el 2.º Orfeón creado en Cocentaina, "Orfeó Contestá Just Sansalvador".
Su obra musical es muy extensa y se encuentran recogidas en tres volúmenes que el propio autor se encargó de preparar. Existen copias en centros culturales tanto de Cocentaina como de Algeciras.
- Datos: Q5956996